# Laura Theresa Alma-Tadema

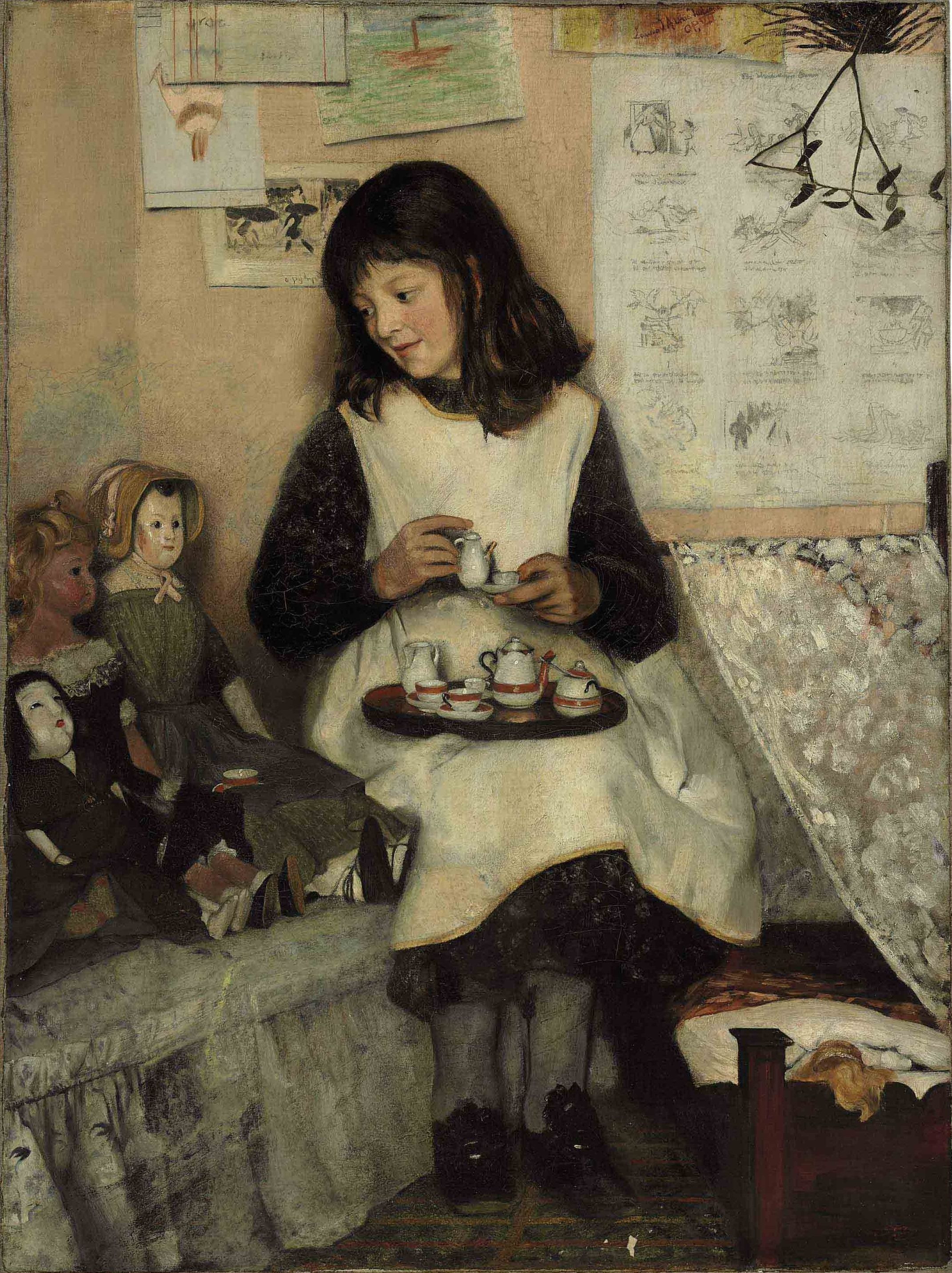
The Tea Party

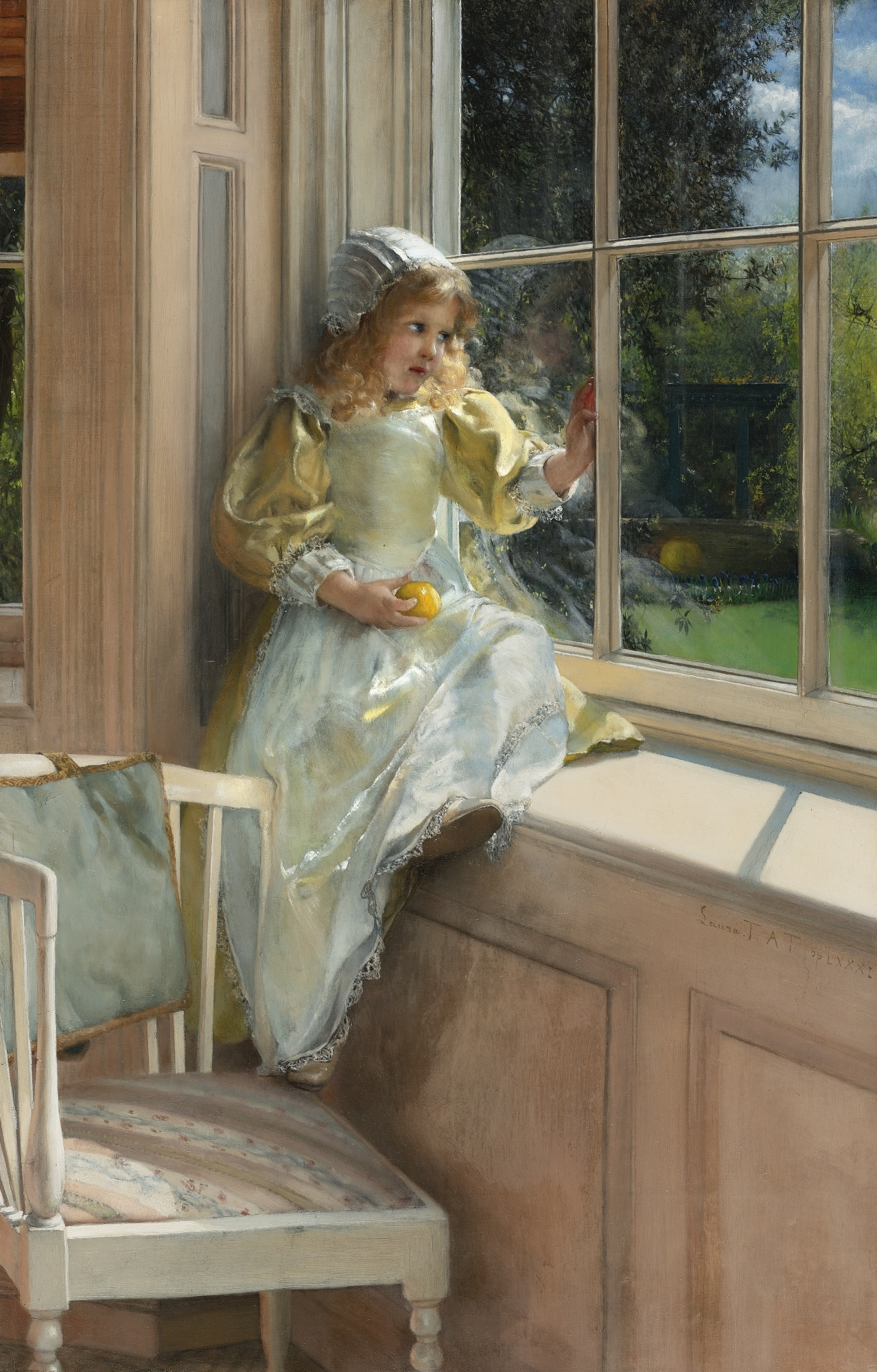
Sunshine (1881)

Laura Theresa Alma-Tadema (Londra, 16 aprile 1852 – Hindhead, 15 agosto 1909) è stata una pittrice britannica.

## Biografia
Laura Theresa Epps era la figlia minore di George Epps, una delle sue sorelle era la pittrice Ellie Gosse (Ellen Epps) allieva del preraffaellita Ford Madox Brown. Laura iniziò a studiare presso la British Museum School sotto la guida di William Cave Thomas e poi di William Bell Scott.
Proprio a casa di Madox Brown Laura Theresa conobbe nel 1869 il pittore olandese Lawrence Alma-Tadema che l'anno successivo si trasferì a Londra con le due figlie avute dal primo matrimonio, Laurence e Anna. I due si sposarono nel luglio del 1871. Laura Theresa era cresciuta in una famiglia appassionata di arte, una volta sposata abbandonò la sua prima passione, la musica, per dedicarsi completamente alla pittura. Le sue prime opere furono nature morte ma nel prosieguo dell'attività sviluppò una notevole tecnica nel dipingere abiti e tessuti che utilizzò nella pittura di genere.
Nel 1871 la coppia fece un viaggio visitando Francia, Belgio e Paesi Bassi. 
A partire dal 1873 Alma-Tadema espose presso il Salon a Parigi e alla Royal Academy of Arts, nel 1878 prese parte all'Esposizione universale di Parigi dove vinse una medaglia d'argento.
Come il marito Alma-Tadema numerava le sue opere con la scritta Opus seguita da numeri romani, tra le sue prime opere (Opus VII) c'è The Tea Party un grazioso ritratto della figlia adottiva Laurence che gioca con le sue bambole. La grande maggioranze delle sue opere sono interni, spesso scene domestiche ambientate nei Paesi Bassi del secolo del XVII secolo, frequente la presenza di specchi o riflessi su finestre. Come il marito anche Laura Theresa era  molto attenta alla veridicità storica delle sue opere.
Alma-Tadema si dedicò anche all'illustrazione collaborando stabilmente con The English Illustrated Magazine.
Nel 1896 prese parte con il marito e la figlia Anna alla Große Berliner Kunstausstellung dove le venne conferita una medaglia d'oro.
Sue opere si trovano al Rijksmuseum di Amsterdam e al Victoria and Albert Museum di Londra.